# Presbyterianisme

Presbyteriaans kruis

Presbyterianisme is een vorm van calvinisme die ontstaan is in Schotland en Engeland gedurende de Schotse Reformatie, die vooral door John Knox geleid werd. De Presbyteriaanse Kerk komt dan ook vooral in Schotland en Engelstalige gebieden voor. In Nederland werden in de jaren 50 van de 20e eeuw enkele Presbyteriaal Hervormde Gemeenten gesticht onder leiding van dominee Gerrit Taverne sr.
De Presbyteriaanse Kerk is de evenknie van de Nederlandse gereformeerde kerken. Kenmerkend voor deze kerken is dat taken die in episcopaalse kerken zijn voorbehouden aan een bisschop, hier worden uitgeoefend door leken. Deze leken worden elders of ouderlingen genoemd. De opvattingen van presbyterianen zijn gebaseerd op het gedachtegoed van Johannes Calvijn en vallen dan ook onder het calvinisme. Presbyteriaanse theologie benadrukt doorgaans de soevereiniteit van God, het gezag van de Schrift en de noodzaak van genade door het geloof in  Christus.